# Гавриловка (Саракташский район)
Гавриловка — село в Саракташском районе Оренбургской области. Административный центр Гавриловского сельсовета.

## Описание
Село находится на левом берегу реки Чебенька, примерно в 22 км к северо-западу от Саракташа и в 70-75 км к восток-северо-востоку от Оренбурга. Поблизости находятся деревни Булгаково (на противоположном берегу реки) и Правда.
Через село проходят местные автодороги: на юго-восток — в Саракташ, на запад — в Чёрный Отрог, на север — в Надеждинку, на северо-восток — в Карагузино.

## Население
| 2010 |
| ---- |
| 559  |